# Stuorra Paldokjavri
Stuorra Paldokjavri eller Paltojävri är en sjö i Finland. Den ligger i kommunen Utsjoki i landskapet Lappland, i den norra delen av landet, 1 100 km norr om huvudstaden Helsingfors. Stuorra Paldokjavri ligger 206 meter över havet. Arean är 1,5 kvadratkilometer och strandlinjen är 6,77 kilometer lång. Sjön  ingår i Tana älvs huvudavrinningsområde.   Omgivningarna runt Stuorra Paldokjavri är i huvudsak ett öppet busklandskap.